# Giovanna Amati

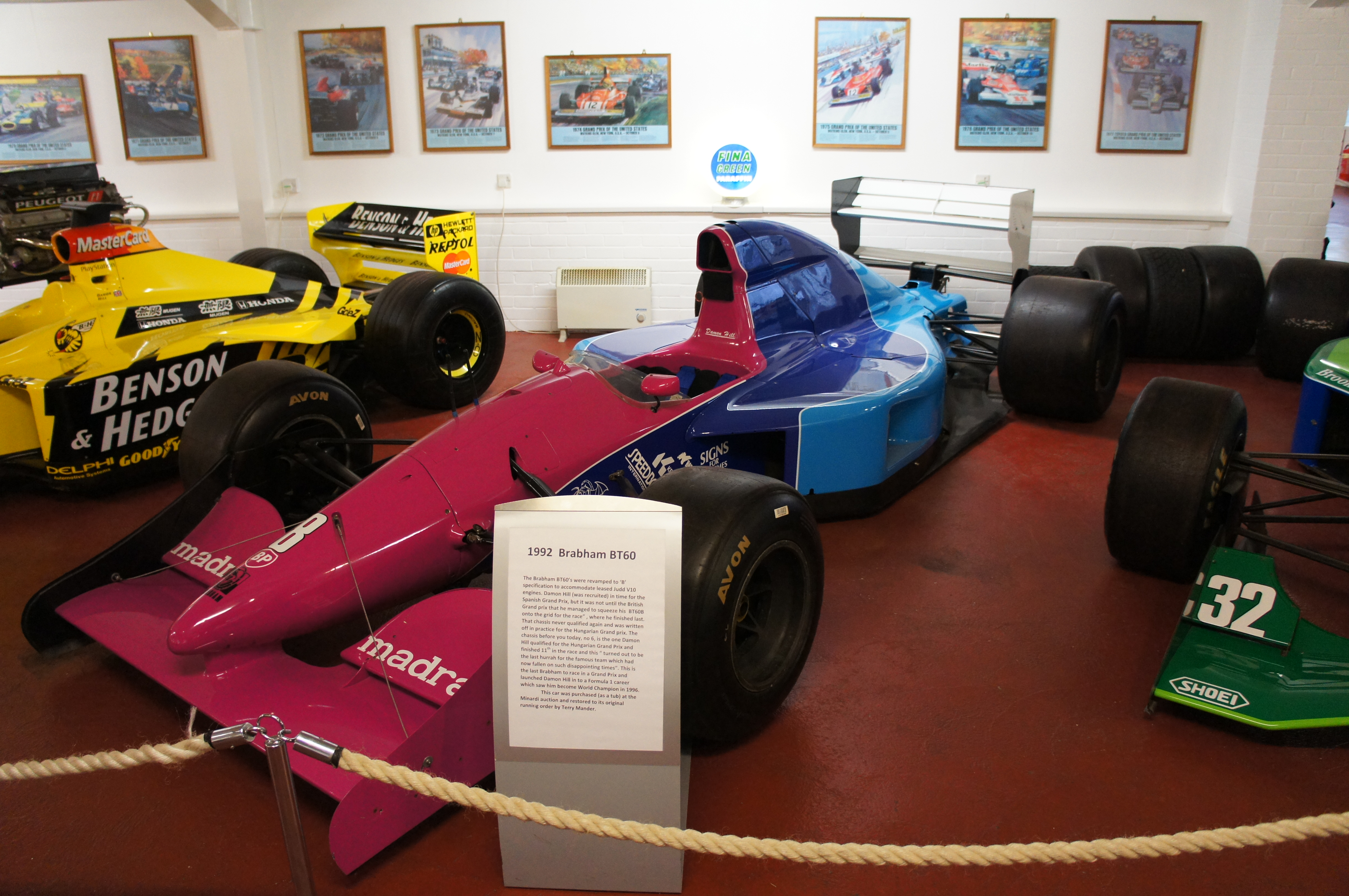
Brabham BT60B, como el que utilizó en F1.

Giovanna Amati (Roma, 20 de julio de 1959) es una expiloto de automovilismo italiano. Participó en tres Grandes Premios de Fórmula 1, sin lograr clasificarse para ninguno.

## Carrera
Con 15 años, compró una moto Honda, que condujo a escondidas de sus padres durante 2 años. Empezó su carrera profesional en 1981, ganando algunas carreras en Fórmula Abarth, para después competir en Fórmula 3 Italiana durante 1985-1986, consiguiendo algunas victorias.
En 1987, ingresó al campeonato de Fórmula 3000, consiguiendo su mejor resultado en 1992, pero sin lograr puntos en ninguna ocasión.
Principalmente por razones económicas, Amati consiguió el segundo asiento en el equipo Brabham, para la temporada 1992 de Fórmula 1, usando una modificación del monoplaza de 1991. Anteriormente, Amati había tenido una experiencia en Fórmula 1 probando para Benetton (cortesía de Flavio Briatore). Tuvo que retirarse en las 3 primeras carreras del campeonato en clasificación, y fue reemplazada en el Gran Premio de Brasil en beneficio de Damon Hill, por lo que su patrocinio no se materializó.
Después, compitió en categorías de deportivos y prototipos. Actualmente, trabaja como columnista de automovilismo en Italia y es comentarista de televisión.

## Resultados

### Fórmula 1
(Clave) (negrita indica pole position) (cursiva indica vuelta rápida)

| Año     | Escudería                      | 1       | 2       | 3       | 4   | 5   | 6   | 7   | 8   | 9   | 10  | 11  | 12  | 13  | 14  | 15  | 16  | Pos. | Puntos |
| ------- | ------------------------------ | ------- | ------- | ------- | --- | --- | --- | --- | --- | --- | --- | --- | --- | --- | --- | --- | --- | ---- | ------ |
| 1992    | Motor Racing Developments Ltd. | RSA DNQ | MEX DNQ | BRA DNQ | ESP | SMR | MON | CAN | FRA | GBR | GER | HUN | BEL | ITA | POR | JPN | AUS | NC   | 0      |
| Fuente: |                                |         |         |         |     |     |     |     |     |     |     |     |     |     |     |     |     |      |        |